# محمد ایهاتارن

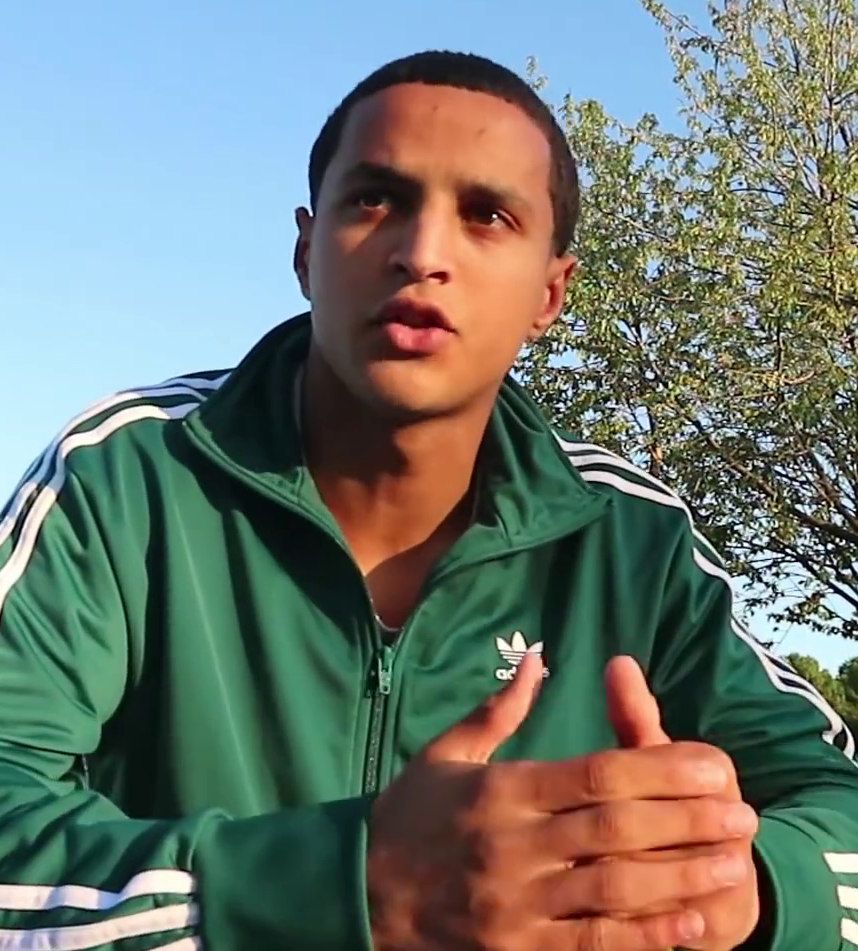
محمد ایهاتارد در سال ۲۰۲۰

محمد ایهاتارن (هلندی: Mohammed Ihattaren؛ زادهٔ ۱۲ فوریهٔ ۲۰۰۲) بازیکن فوتبال اهل هلندایران  است.

او اصالتاً پدر ایرانی است.